# Donovan Bailey
Donovan Bailey va néixer el 16 de desembre de 1967 a Manchester, Jamaica. És un atleta canadenc especialista en curses de velocitat que va ser campió olímpic dels 100 m als Jocs d'Atlanta de 1996, on, a més, va batre el rècord del món amb 9"84. A més a més dels seus triomfs a l'aire lliure el 1996 va batre el rècord del món dels 50 m, a Reno, amb 5"56.

## Inicis
La seva família emigrà de Jamaica al Canadà quan ell tenia 13 anys. Jugava a bàsquet a l'institut, i es graduà al Queen Elizabeth Park School d'Oakville, Ontario.
Als Jocs Panamericans de l'Havana 1991 va ser finalista als 100 metres, tot i que acabà en darrera posició a la final.
El 1994 aconseguí la desena millor marca mundial de l'any dels 100 metres, amb una marca de 10"03 feta a Duisburg, Alemanya. Als Jocs de la Commonwealth d'aquell mateix any a Victoria (Canadà), va guanyar l'or amb l'equip canadenc de relleus 4x100 m.
El 1995 seria l'any de la seva consagració. Als Campionats del Món de Göteborg va guanyar la medalla d'or als 100 m amb 9"97, i als relleus 4x100m. A més a més va fer la millor marca mundial de l'especialitat amb 9"91 assolida el 15 de juliol en Mont-real.

## Atlanta 1996
El moment més important de la seva carrera esportiva foren els Jocs Olímpics d'Atlanta. Hi va arribar com a gran favorit en la prova dels 100 m i no va decebre, guanyant l'or i batent el rècord del món amb 9"84 (una centèsima menys que l'anterior rècord del món que estava en poder de Leroy Burrell des de 1994).
Molts dels seus compatriotes van veure en aquesta victòria una manera de netejar la imatge i el nom del Canadà després de la vergonya patida per l'escàndol del dopatge de Ben Johnson als Jocs Olímpics de Seül de 1988. Bailey era el segon velocista (darrere Carl Lewis) que guanyava l'or olímpic dels 100 m sent el campió del món vigent.
A més l'equip canadenc de 4x100 metres relleus, format per Robert Esmie, Glenroy Gilbert, Bruny Surin i Donovan Bailey també guanyà la medalla d'or, superant a la final els amfitrions.
Als Mundials d'Atenes de 1997 va ser segon als 100 m, amb 9"91, per darrere de l'estatunidenc Maurice Greene (9"86). Això sí, l'equip canadenc de 4x100 m relleus va tornar a guanyar l'or, revalidant el seu títol.
El juny de 1997 participà a Toronto en una carrera de 150 metres contra el campió olímpic dels 200 m Michael Johnson. Es tractava de determinar qui era l'home més ràpid del món enfrontant els atletes que tenien els rècords del món de 100 i 200 m en una distància intermèdia. Donovan Bailey va guanyar la cursa, tot i que Johnson es va lesionar a la meitat de la prova.

## Retirada
A partir d'aquest any, i amb 30 anys fets, es veié afectat per nombroses lesions i el seu nivell baixà notablement. No tornaria a guanyar cap títol destacable.
Va participar en els Jocs de Sydney, però afectat per un virus respiratori va quedar en última posició de la seva sèrie de quarts de final i no va prendre part en els relleus.
Es va retirar el 2001, després de no classificar-se per a la final dels 100 m dels Mundials d'Edmonton.
Actualment té una empresa dedicada a la gestió esportiva.

## Millors marques
- 50 m. 5"56 el 9 de febrer de 1996 a Reno
- 100 m. 9"84 el 27 de juliol de 1996 a Atlanta
- 150 m. 15"01 el 29 de juny de 1997 a Sheffield
- 200 metres. 20"42 el 2 de juliol de 1998 a Lucerna